# Claes Wilhelm Gyldén
Claes Wilhelm Gyldén, född den 12 maj 1803 i St. Michel, död den 16 mars 1872 i Helsingfors, var en finländsk ämbetsman, kusin till Nils Abraham Gyldén.
Gyldén började sin bana som underofficer vid ett finskt jägarregemente. 1821 blev han student och ägnade sig från och med 1823 åt lantmäteriväsendet. Han inlade där betydande förtjänst, till exempel vid uppgåendet av gränsen mellan Finland och Onegaguvernementet (1839-40). Han utnämndes 1854 till lantmäteriöverdirektör och 1869 till verkligt statsråd. 
En av honom ombesörjd publikation, "Samling af författningar rörande landtmäteriet, forstväsendet och justeringen af mått, mål och vikt i Finland" (1836-53), är av bestående värde. Han ägnade även ett varmt intresse åt Finlands geografi. Bland de kartverk han utarbetade må nämnas en samling kartor över Finlands städer (1845) och en höjdkarta över Finland (1850).
Det stora finska generalkartverket var till stor del utarbetat av honom. I tidskriften "Suomi" (1863) finns en av Gyldén författad uppsats, Suomen joet ja järvet (Finlands floder och sjöar). Det finska forstväsendets organisation var länge till stor del Gyldéns verk. För forstväsendets befrämjande utgav han Handledning för skogshushållare i Finland (1853).

## Utmärkelser
- Sankt Annas orden, andra klass,  1851[1]
- Sankt Vladimirs orden, tredje klass,  1861[1]

[Redigera Wikidata]